# Ceropegia haygarthii
Ceropegia haygarthii ist eine Pflanzenart der Gattung Leuchterblumen (Ceropegia) der Unterfamilie Seidenpflanzengewächse (Asclepiadoideae). Das Artepitheton ehrt den Ingenieur und Pflanzensammler Walter Jacques Haygarth (1862–1950).

## Merkmale
Ceropegia haygarthii besitzt ausdauernde und windende Stängel, die bis zu 3 m lang werden können. Sie sind dunkelgrün, meist glatt oder leicht mit kleinen Warzen besetzt und messen 3 bis 4 mm im Durchmesser. Die Wurzeln sind faserig oder fleischig. Die Stängel und Blätter sind sukkulent. Die ausdauernden Laubblätter messen 3 bis 7 × 2 bis 5 cm. Die Blattstiele sind 5 bis 15 mm lang. Die länglich-ovale bis schmal-ovale Blattspreite ist zugespitzt, die Blattränder sind fein gesägt.
Der Blütenstand ist gestielt und ein- bis wenigblütig. Der Blütenstiel misst etwa 4 bis 15 mm, die Blüte selbst etwa 3 bis 5 cm. Die Kelchblätter sind sehr schlank und spitz und messen bis 8 mm (je nach Größe der Blüte). Die Grundfarbe variiert von weißlich bis gelblich, die Blüte ist je nach Varietät mehr oder weniger durchgehend grünbraun bis rotbraun gefleckt. Der Kronkessel ist rundlich-dick und misst bis etwa 5 mm im Durchmesser. Er ist nahe der Basis leicht eingeschnürt, der Bereich unterhalb der Einschnürung ist weiß, der Hauptteil des Kronkessels grünlich mit roten Flecken. Die Kronröhre ist gegenüber dem Kronkessel stark verengt (2 bis 3 mm) und abgeknickt (über 90°). Sie erweitert sich trichterförmig bis auf etwa 14 bis 20 mm. Die fünf Kronzipfel sind im Zentrum verwachsen und nach unten und zum Zentrum hin blattartig verbreitert. Die beiden Seiten dieser „Blätter“ sind grün oder bei anderen Formen auch bräunlich-rot, die schmalen Oberseiten der „Blätter“ sind weißlich und mit weißen Härchen besetzt. Im Zentrum sind die distalen Teile zu einem Stiel ausgezogen, an dessen Spitze ein kugelförmiges oder längliches braunrotes Köpfchen („Capitulum“) sitzt. Es besteht aus fünf schmalen, nach außen gewölbten Segmenten, die quasi eine Fensterblüte im Kleinen bilden. Bei anderen Formen ist das Köpfchen auch hellbraun oder weißlich. Das Köpfchen ist mit langen weißen Haaren besetzt.
Die schlanken Balgfrüchte weisen einen Durchmesser von 2 bis 3 mm und eine Länge von 8 bis 12 cm auf.

## Vorkommen
Diese Art ist in Angola, Mosambik und Südafrika beheimatet. Sie dürfte neben Ceropegia linearis ssp. woodii und der Kletternden Leuchterblume (Ceropegia sandersonii) die häufigste Ceropegia-Art in Kultur sein.

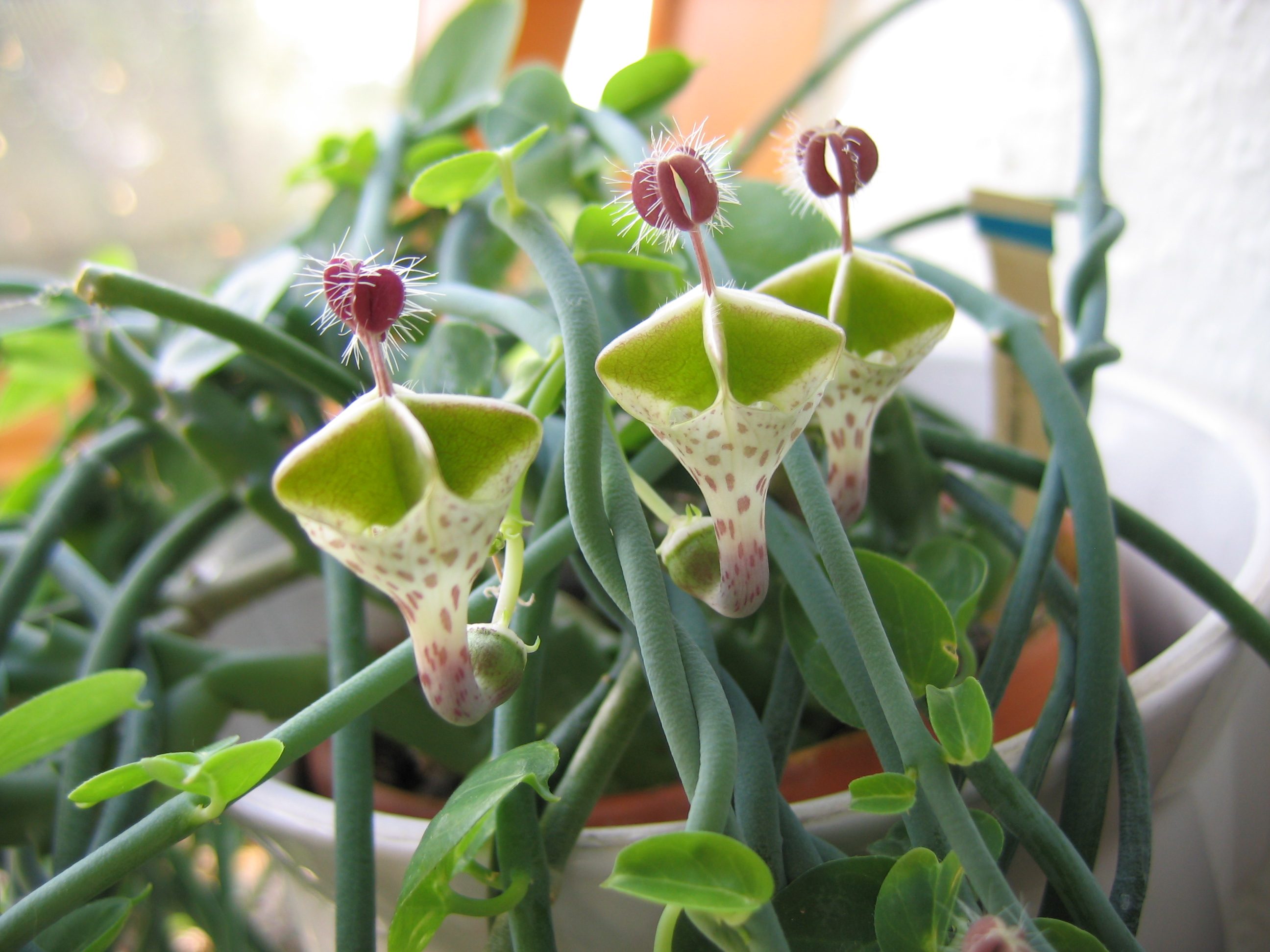
Ceropegia haygarthii.

## Systematik
Ceropegia haygarthii wird von manchen Autoren auch nur als Varietät der in Sansibar beheimateten Ceropegia distincta angesehen (als Ceropegia distincta var. haygarthii). Sie ist nahe mit Ceropegia somalensis verwandt. Ceropegia angusta Hutchinsson ist ein Synonym.